# 孫自式
孫自式，字王度，號衣月，江南武進縣人。清初翰林。

## 生平
孫自式於順治四年（1647年）中式丁亥科三甲進士。選庶吉士，散館授檢討。因上奏直言時弊，被免職歸里。人稱「狂翰林」。